# جيمي فاردي
جيمي ريتشارد فاردي (اسم الولادة جيل؛ بالإنجليزية: Jamie Richard Vardy؛ مواليد 11 يناير 1987) هو لاعب كرة قدم إنجليزي يلعب كمهاجم مع ليستر سيتي في الدوري الإنجليزي الممتاز والمنتخب الإنجليزي.
بعد التخلي عنه من قبل شيفيلد وينزداي في سن السادسة عشرة، بدأ فاردي مسيرته الكروية مع ستوكسبريدج بارك ستيلز، واقتحم الفريق الأول في عام 2007 وقضى ثلاثة مواسم هناك قبل الانضمام إلى نادي الدوري الشمالي الممتاز هاليفاكس تاون في عام 2010. وسجل 25 هدفًا في في موسمه الأول، فاز بجائزة «لاعب العام» للنادي، ثم انتقل إلى نادي فليتوود تاون في أغسطس 2011 مقابل رسوم غير معلنة. وسجل 31 هدفا في الدوري في موسمه الأول مع فريقه الجديد، وفاز بجائزة «أفضل لاعب في العام» للفريق بفوزه بالدوري.
في مايو 2012، وقع فاردي مع ليستر سيتي بقيمة مليون جنيه إسترليني وساعد الفريق على الفوز بالبطولة في عام 2014. في الدوري الإنجليزي الممتاز 2015–16، سجل في 11 مباراة متتالية في الدوري، محطمًا الرقم القياسي الذي أحرز رود فان نيستلروي، وتم اختياره بالتصويت كأفضل لاعب في الدوري الإنجليزي الممتاز وأفضل لاعب في العام من قبل اتحاد كتاب كرة القدم لهذا العام، حيث فاز ليستر باللقب. فاز بالحذاء الذهبي في الدوري الإنجليزي الممتاز لموسم 2019–20، ليصبح أكبر لاعب سناً يفوز بالجائزة.
شارك فاردي لأول مرة مع المنتخب الإنجليزي في يونيو 2015 وتم اختياره للمشاركة في بطولة أمم أوروبا 2016 وكأس العالم 2018.

## مسيرته الكروية

### مسيرته المبكرة

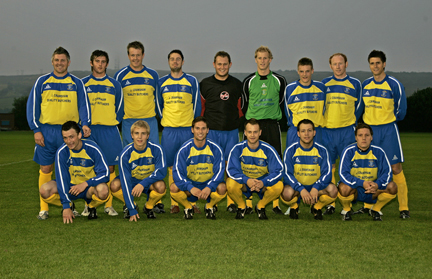
فاردي مع ستوكسبريدج بارك ستيلز في عام 2007 (الصف الخلفي، الثالث من اليمين)

ولد في شفيلد، جنوب يوركشاير، بدأ فاردي مسيرته المهنية مع نظام الشباب في ستوكسبريدج بارك ستيلز في سن 16 بعد أن تخلى عنه شيفيلد وينزداي. شق طريقه عبر الفريق الرديف إلى الفريق الأول الذي ظهر لأول مرة تحت قيادة المدرب غاري مارو في عام 2007، وكسب 30 جنيهًا إسترلينيًا في الأسبوع مع النادي. بعد العروض الرائعة، أصبح عدد من فرق دوري كرة القدم الإنجليزية مهتمه به، وفي عام 2009 أمضى أسبوعًا في التجربة مع كرو ألكساندرا. لم تتحقق هذه الخطوة ورفض لاحقًا عقدًا قصير الأجل مع روذرهام يونايتد.
في يونيو 2010، وقع مع نادي هاليفاكس تاون مقابل رسوم قدرها 15,000 جنيه إسترليني. المدير الفني نيل آسبن كان معجب منذ فترة طويلة بمواهب فاردي. شارك لأول مرة في 21 أغسطس 2010 في مباراة الذهاب على أرضه ضد بوكستون، وسجل هدف الفوز في المباراة التي انتهت بنتيجة 2–1 مع ناديه الجديد. حقق فاردي موسمًا أول ناجحًا مع الفريق حيث أنهى الموسم كأفضل هداف للنادي برصيد 25 هدفًا من 37 مباراة وتم التصويت له كأفضل لاعب في الموسم. قرب نهاية الموسم، سجل ثنائية في الفوز هاليفاكس 3–1 على نانتويتش تاون. ساعدت أهدافه في تأمين لقب الدوري الشمالي الممتاز لموسم 2010–11. بدأ فاردي موسم 2011–12 مع هاليفاكس وسجل ثلاثة أهداف في أول أربع مباريات من الموسم.

### فليتوود تاون
بعد أكثر من عام بقليل مع هاليفاكس، وقع فاردي لنادي كونفرنس بريمير فليتوود تاون مقابل رسوم لم يكشف عنها. شارك لأول مرة في نفس اليوم في التعادل 0–0 على أرضه أمام يورك سيتي. سجل أهدافه الأولى للنادي في مشاركته الثالث، وسجل هدفين في فوز 3–2 خارج أرضه على كيترينغ تاون في 3 سبتمبر. في الأسبوع التالي سجل هدفين آخرين ضد غيتزهد عي ملعب هايبري، بما في ذلك هدف في الوقت الإضافي. سجل هدفين للمباراة الثالثة على التوالي عند الفوز 3–1 خارج أرضه على إبسفليت يونايتد، لكنه لم يسجل مرة أخرى لما يزيد قليلاً عن شهر حتى سجل هاتريك في مباراة الذهاب ضد ألفريتون تاون في 18 أكتوبر. في 20 سبتمبر، حصل على بطاقة حمراء مباشرة في الفوز 5–2 على أرضه ضد كيدرمينستر هاريرز، وهي مباراة لعب فيها الفريقان لأكثر من ساعة بعشرة لاعبين لكل منهما. بعد أربعة أيام من ثلاثيته، سجل فاردي هدفين آخرين في الفوز 4–1 على باث سيتي، وهي نتيجة تركت فليتوود خلف المتصدر ريكسهام بنقطتين.
في الجولة الأولى من كأس الاتحاد الإنجليزي في 12 نوفمبر، سجل فاردي الهدف الثاني في الفوز 2–0 على نادي الدرجة الأولى وايكام واندررز. بعد خمسة عشر يومًا، كان هدفه في التعادل 1–1 على غيتزهد يعني أنه سجل هدفًا في كل من مبارياته الست الأخيرة، بإجمالي عشرة أهداف في تلك الفترة؛ فاز بجائزة لاعب الشهر في الدوري الإنجليزي الخامس لشهر نوفمبر. في 13 ديسمبر، أكد فاردي الفوز بتسجيله الهدف الثاني في الوقت الإضافي حيث انتصر فليتوود 2–0 خارج أرضه على يوفل تاون في إعادة الدور الثاني للكأس.
في 1 يناير 2012، سجل فاردي هدفين في فوز 6–0 على ساوثبورت، وبعد ستة أيام خسر الفريق 5–1 على أرضه أمام غريمه المحلي بلاكبول في الجولة الثالثة من الكأس. بعد المباراة، قدم مدرب بلاكبول إيان هالواي عرضًا بقيمة 750 ألف جنيه إسترليني له، والذي رفضه فليتوود، واحتفظ بمليون جنيه إسترليني وإعارة النادي. سجل ستة أهداف في أول أربع مباريات له في السنة التقويمية. [24] في 21 فبراير، سجل هاتريك آخر في الموسم، في الفوز 6–2 على إبسفليت يونايتد مما ترك فليتوود متقدمًا بنقطتين على ريكسهام في صدارة الجدول. سجل فاردي هدفي فليتوود في التعادل 2–2 ضد لينكولن سيتي في 13 أبريل؛ أعطى تعادل ريكسهام ضد غريمسبي تاون في اليوم التالي فليتوود لقب الدوري والتأهل إلي الدرجة الأول على الإطلاق إلى دوري كرة القدم الإنجليزية. أهداف فاردي في الدوري جعلته ينهي الموسم كأفضل هداف في الدوري.

### ليستر سيتي
موسم 2015–16
توج جيمي بطلا للدوري الإنجليزي مع فريقه ليستر سيتي نهاية موسم 2016/2015، واحتل المركز الثاني في ترتيب هدافي البطولة خلف هداف البطولة ونادي توتنهام هاري كين.

#### موسم 2016–17
سجل فاردي أول هدف له في موسم 2016–17 يوم السابع من أغسطس في مباراة درع الاتحاد الإنجليزي 2016 ضد مانشستر يونايتد إلا أن هدفه لم يكن كافيًا وخسر ليستر سيتي المباراة بنتيجة 1–2.
يوم 22 فبراير 2017، سجل فاردي أول هدف له في دوري أبطال أوروبا وأول أهدافه في 2017 في مباراة ذهاب دور الـ16 على أرض إشبيلية التي انتهت بخسارة ليستر بنتيجة 2–1. وكانت هذه آخر مباراة لفاردي تحت إشراف الإيطالي كلاوديو رانييري.

## مسيرته الدولية

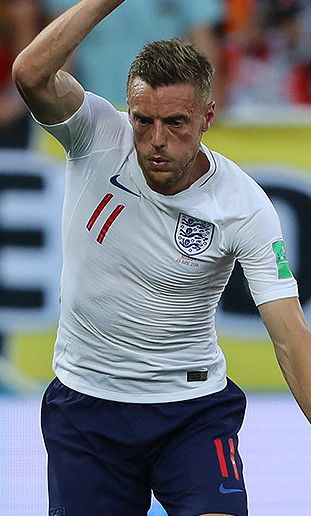
فاردي يلعب مع إنجلترا في كأس العالم 2018

في 21 مايو 2015، تم استدعاء فاردي للمنتخب الإنجليزي لأول لأول مرة قبل مباراة ودية ضد أيرلندا ومباراة في تصفيات بطولة أمم أوروبا 2016 ضد سلوفينيا. شارك لأول مرة في 7 يونيو في التعادل السلبي ضد أيرلندا على ملعب أفيفا في دبلن، حيث حل محل قائد إنجلترا، واين روني، في آخر 15 دقيقة. في 30 أغسطس، تم استدعاء فاردي مرة أخرى إلى تشكيلة إنجلترا للمباريات ضد سان مارينو وسويسرا في تصفيات بطولة أمم أوروبا 2016، تم اختياره في التشكيلة الأساسية حيث فازت إنجلترا 6–0 ضد سان مارينو في سرافاله بعد ستة أيام. سجل فاردي هدفه الدولي الأول في 26 مارس 2016، بكعب خلفي من عرضية ناثانييل كلاين، في الفوز 3–2 خارج الأرض على ألمانيا. سجل مرة أخرى، بعد ثلاثة أيام، الهدف الافتتاحي في الهزيمة 2–1 أمام هولندا على ملعب ويمبلي.
شارك فاردي لأول مرة في البطولة في 16 يونيو، في المباراة الثانية في مجموعات بطولة أمم أوروبا 2016، دخل كبديل من مقاعد البدلاء في الشوط الثاني ليسجل هدف التعادل ضد ويلز، مما ساعد فريقه على العودة من الخلف للفوز بالمباراة 2–1. خلال البطولة، كانت هناك شائعات إعلامية عن عداء بين فاردي وزميله المهاجم روني، والتي نفاها المدير الفني روي هودسون.
تم اختياره في تشكيلة منتخب إنجلترا المكونة من 23 لاعبًا للمشاركة في كأس العالم 2018. لعب بشكل متقطع خلال البطولة، حيث شارك كأساسي فقط في المباراة الأخيرة من مرحلة المجموعات ضد بلجيكا حيث وصل منتخب إنجلترا إلى نصف نهائي كأس العالم للمرة الثالثة فقط في تاريخه.
في 28 أغسطس 2018، تم إبعاد فاردي عن المنتخب الإنجليزي، وقال المدرب غاريث ساوثغيت أنه لا يريد أن يختاره ما لم تكن هناك أزمة إصابات.

## الإحصائيات

### النادي
آخر تحديث 25 أكتوبر 2024.
| النادي        | الموسم   | الدوري                                 | الدوري | الدوري  | كأس الاتحاد | كأس الاتحاد | كأس الرابطة | كأس الرابطة | أوروبا | أوروبا  | أخرى   | أخرى    | المجموع | المجموع |
| النادي        | الموسم   | الدرجة                                 | الظهور | الأهداف | الظهور      | الأهداف     | الظهور      | الأهداف     | الظهور | الأهداف | الظهور | الأهداف | الظهور  | الأهداف |
| ------------- | -------- | -------------------------------------- | ------ | ------- | ----------- | ----------- | ----------- | ----------- | ------ | ------- | ------ | ------- | ------- | ------- |
| هاليفاكس تاون | 2010–11  | الدوري الشمالي الممتاز الدرجة الممتازة | 33     | 23      | 3           | 1           | —           | —           | —      | —       | 1      | 1       | 37      | 25      |
| هاليفاكس تاون | 2011–12  | الدوري الشمالي الممتاز الدرجة الممتازة | 4      | 3       | —           | —           | —           | —           | —      | —       | —      | —       | 4       | 3       |
| هاليفاكس تاون | المجموع  | المجموع                                | 37     | 26      | 3           | 1           | —           | —           | —      | —       | 1      | 1       | 41      | 28      |
| فليتوود تاون  | 2011–12  | الدوري الإنجليزي الخامس                | 36     | 31      | 6           | 3           | —           | —           | —      | —       | 0      | 0       | 42      | 34      |
| ليستر سيتي    | 2012–13  | دوري البطولة الإنجليزية                | 26     | 4       | 2           | 0           | 1           | 1           | —      | —       | 0      | 0       | 29      | 5       |
| ليستر سيتي    | 2013–14  | دوري البطولة الإنجليزية                | 37     | 16      | 1           | 0           | 3           | 0           | —      | —       | —      | —       | 41      | 16      |
| ليستر سيتي    | 2014–15  | الدوري الإنجليزي الممتاز               | 34     | 5       | 2           | 0           | 0           | 0           | —      | —       | —      | —       | 36      | 5       |
| ليستر سيتي    | 2015–16  | الدوري الإنجليزي الممتاز               | 36     | 24      | 1           | 0           | 1           | 0           | —      | —       | —      | —       | 38      | 24      |
| ليستر سيتي    | 2016–17  | الدوري الإنجليزي الممتاز               | 35     | 13      | 2           | 0           | 1           | 0           | 9      | 2       | 1      | 1       | 48      | 16      |
| ليستر سيتي    | 2017–18  | الدوري الإنجليزي الممتاز               | 37     | 20      | 3           | 2           | 2           | 1           | —      | —       | —      | —       | 42      | 23      |
| ليستر سيتي    | 2018–19  | الدوري الإنجليزي الممتاز               | 34     | 18      | 0           | 0           | 2           | 0           | —      | —       | —      | —       | 36      | 18      |
| ليستر سيتي    | 2019–20  | الدوري الإنجليزي الممتاز               | 35     | 23      | 1           | 0           | 4           | 0           | —      | —       | —      | —       | 40      | 23      |
| ليستر سيتي    | 2020–21  | الدوري الإنجليزي الممتاز               |        | 15      |             |             |             |             | —      | —       | —      | —       |         |         |
| ليستر سيتي    | 2021–22  | الدوري الإنجليزي الممتاز               |        | 15      |             |             |             |             | —      | —       | —      | —       |         |         |
| ليستر سيتي    | 2022–23  | الدوري الإنجليزي الممتاز               |        | 3       |             |             |             |             | —      | —       | —      | —       |         |         |
| ليستر سيتي    | 2023–24  | دوري البطولة الإنجليزية                |        | 18      |             |             |             |             | —      | —       | —      | —       |         |         |
| ليستر سيتي    | 2024–25  | الدوري الإنجليزي الممتاز               |        | 4       |             |             |             |             | —      | —       | —      | —       |         |         |
| ليستر سيتي    | المجموع  | المجموع                                | 274    | 160     | 12          | 2           | 14          | 2           | 9      | 2       | 1      | 1       | 310     | 130     |
| الإجمالي      | الإجمالي | الإجمالي                               | 347    | 217     | 21          | 6           | 14          | 2           | 9      | 2       | 2      | 2       | 393     | 192     |

1. ↑  المباريات في كأس تحدي اتحاد الكرة
2. ↑  المباريات في دوري أبطال أوروبا
3. ↑  المباريات في درع الاتحاد الإنجليزي

### المنتخب
آخر تحديث 11 يوليو 2018.
| المنتخب الوطني | العام   | الظهور | الأهداف |
| -------------- | ------- | ------ | ------- |
| إنجلترا        | 2015    | 4      | 0       |
| إنجلترا        | 2016    | 10     | 5       |
| إنجلترا        | 2017    | 5      | 1       |
| إنجلترا        | 2018    | 7      | 1       |
| المجموع        | المجموع | 26     | 7       |

اعتبارًا من 11 يوليو 2018.
قائمة الأهداف والنتائج مع منتخب إنجلترا الأول
| # | التاريخ        | المكان                               | م. | الخصم    | الهدف | النتيجة | المسابقة               | م.     |
| - | -------------- | ------------------------------------ | -- | -------- | ----- | ------- | ---------------------- | ------ |
| 1 | 26 مارس 2016   | الملعب الأولمبي، برلين، ألمانيا      | 5  | ألمانيا  | 2–2   | 3–2     | ودية                   | [ 53 ] |
| 2 | 29 مارس 2016   | ملعب ويمبلي، لندن، إنجلترا           | 6  | هولندا   | 1–0   | 1–2     | ودية                   | [ 54 ] |
| 3 | 22 مايو 2016   | ملعب مدينة مانشستر، مانشستر، إنجلترا | 7  | تركيا    | 2–1   | 2–1     | ودية                   | [ 55 ] |
| 4 | 16 يونيو 2016  | ملعب بولار دولولي، لنس، فرنسا        | 9  | ويلز     | 1–1   | 2–1     | بطولة أمم أوروبا 2016  | [ 56 ] |
| 5 | 15 نوفمبر 2016 | ملعب ويمبلي، لندن، إنجلترا           | 14 | إسبانيا  | 2–0   | 2–2     | ودية                   | [ 57 ] |
| 6 | 26 مارس 2017   | ملعب ويمبلي، لندن، إنجلترا           | 16 | ليتوانيا | 2–0   | 2–0     | تصفيات كأس العالم 2018 | [ 58 ] |
| 7 | 27 مارس 2018   | ملعب ويمبلي، لندن، إنجلترا           | 21 | إيطاليا  | 1–0   | 1–1     | ودية                   | [ 59 ] |

## الإنجازات
هاليفاكس تاون
- الدوري الشمالي الممتاز الدرجة الممتازة: 2010–11[16]

فليتوود تاون
- الدوري الإنجليزي الخامس: 2011–12[60]

ليستر سيتي
- الدوري الإنجليزي الممتاز: 2015–16[61]
- دوري البطولة الإنجليزية: 2013–14،[62]2023–24
- كأس الاتحاد الإنجليزي: 2020–21
- درع الاتحاد الإنجليزي: 2021[63]

الفردية
- لاعب الموسم في الدوري الإنجليزي الممتاز: 2015–16[61]
- أفضل لاعب في العام من قبل اتحاد كتاب كرة القدم: 2015–16[64]
- فريق الموسم: الدوري الإنجليزي الممتاز 2015–16[65]
- فيفبرو الفريق الخامس: 2016[66]
- لاعب الشهر في الدوري الإنجليزي الممتاز: أكتوبر 2015، نوفمبر 2015، أبريل 2019، أكتوبر 2019[61]
- جائزة هدف الشهر في الدوري الإنجليزي الممتاز: مارس 2018[67]
- هدف الموسم من بي بي سي: 2017–18[68]
- جائزة الحذاء الذهبي في الدوري الإنجليزي الممتاز: 2019–20[69]
- أفضل لاعب في المؤتمر لهذا الشهر: نوفمبر 2011[25]
- هداف الدوري الإنجليزي الخامس: 2011–12[32]
- ليستر سيتي لاعب الموسم: 2019–20[70]
- ليستر سيتي لاعب اللاعبين: 2013–14،[71] 2019–20[70]

## وصلات خارجية
- جيمي فاردي على موقع الاتحاد الدولي (مؤرشف)  (الإنجليزية)
- جيمي فاردي على موقع الاتحاد الدولي (مؤرشف)  (الإنجليزية)
- جيمي فاردي على موقع الاتحاد الأوربي (الإنجليزية)
- جيمي فاردي على موقع قاعدة بيانات كرة القدم.إي يو (الإنجليزية)
- جيمي فاردي على موقع ليكيب (الفرنسية)
- جيمي فاردي على موقع ناشيونال فوتبول تيمز (الإنجليزية)
- جيمي فاردي على موقع Soccerbase.com (لاعب) (الإنجليزية)
- جيمي فاردي على موقع Soccerway.com (الإنجليزية)
- جيمي فاردي على موقع عالم كرة القدم.نت (الإنجليزية)
- جيمي فاردي على موقع AS.com (الإسبانية)